# Massacra
Massacra foi uma banda francesa formada em janeiro de 1986 no subúrbio parisiense de Franconville como um quinteto. A banda passou por algumas mudanças de formação até se solidificar com Jean-Marc Trisani (guitarra), Pascal Jürgensen (baixo e vocal) e Frederick Duval (bateria). Em março de 1987 Massacra gravou a demo Legion of Torture. Logo depois Duval deixa a banda para ir morar nos Estados Unidos e é substituído por Chris Palengat. Com essa nova formação Massacra gravou em fevereiro de 1988 a demo Final Holocaust. Duval então retorna a banda, porém agora como guitarrista. Em janeiro de 1989 Massacra grava a demo Nearer From Death, cuja teve melhor repercussão com cerca de mil cópias vendidas mundialmente. Nessa demo a banda incorporou a emergente musicalidade intrincada do death metal, destoando de suas raízes até então calçadas somente na sonoridade tradicional do thrash metal.

## Membros
Última formação
- Jean-Marc Tristani - guitarra
- Fred "Death" Duval - vocal, guitarra
- Pascal Jorgensen - vocal, baixo
- Björn Crugger - bateria

## Discografia
Demos
- Legion of Torture (1987)
- Final Holocaust (1988)
- Nearer From Death (1989)

Álbuns de estúdio
- Final Holocaust (1990)
- Enjoy the Violence (1991)
- Signs of the Decline (1992)
- Sick (1994)
- Humanize Human (1995)